# Neohyphus kleinschmidti
Neohyphus kleinschmidti är en skalbaggsart som beskrevs av Leon Fairmaire 1881. Neohyphus kleinschmidti ingår i släktet Neohyphus och familjen Dynastidae. Inga underarter finns listade i Catalogue of Life.